# Ivan Meštrović
Ivan Meštrović (født 15. august 1883 i Vrpolje, nuv. Kroatien, død 16. januar 1962 i South Bend, Indiana, USA) var en kroatisk billedhugger. 
Meštrović blev uddannet fra kunstakademiet i Wien i 1912.
Han anses for at være en af de førende skulptører af religiøse motiver siden renæssancen og opnåede i løbet af sit liv stor anerkendelse over hele verden. Han var den første kunstner, der fik en enmandsudstilling på Metropolitan Museum of Art i New York City. 
Under 1. verdenskrig var han i eksil i England og Frankrig, men vendte efter krigen tilbage til Jugoslavien, hvor han blev rektor for kunstakademiet i Zagreb. Efter 2. verdenskrig flyttede han til USA, hvor han fungerede som underviser på flere kunstskoler. Han blev amerikansk statsborger i 1954.